# Сільський округ імені Сакена Сейфулліна
Сільський округ імені Саке́на Сейфу́лліна (каз. Сәкен Сейфуллин атындағы ауылдық округі, рос. Сельский округ имени Сакена Сейфуллина) — адміністративна одиниця у складі Зерендинського району Акмолинської області Казахстану. Адміністративний центр — селище Бірлестік.
Населення — 1113 осіб (2021; 1473 у 2009, 2119 у 1999, 4023 у 1989).
Станом на 1989 рік існували Бірлестіцька селищна рада (смт Бірлестік) та Сейфуллінська сільська рада (села Жанатлек, Караозек, Сейфулліно) колишнього Кокчетавського району. До 2009 року існували Бірлестіцька селищна адміністрація (селище Бірлестік) та сільський округ імені Сакена Сейфулліна (села Жанатлек, Караозек, Сейфулліно). Тоді ж центром округу стало селище Бірлестік.

## Склад
До складу округу входять такі населені пункти:
| Населений пункт   | Населення, осіб (1989) | Населення, осіб (1999) | Населення, осіб (2009) | Населення, осіб (2021) |
| ----------------- | ---------------------- | ---------------------- | ---------------------- | ---------------------- |
| Бірлестік, селище | 2443                   | 898                    | 648                    | 523                    |
| Жанатлек, село    | 152                    | 157                    | 117                    | 52                     |
| Караозек, село    | 229                    | 263                    | 177                    | 97                     |
| Сейфулліно, село  | 1199                   | 801                    | 531                    | 441                    |